# 长右
長右是中国传说的异兽，外形和猿猴相似,但它長著四隻耳朵。聲音像是人在呻吟,它出現的地方就會發生大水災。生活在長右山。可能是像無支祁般的猴形水怪。傳說在大禹治水時期,長右曾三次到過桐柏山,所以那裏经常電閃雷鳴,狂風大作,導致治水沒有進展。於是大禹號召眾神將此怪擒住,治水才得以順利進行。

## 记载
《山海经·南次二经》记载：“东南四百五十里，曰长右之山，无草木，多水。有兽焉，其状如禺而四耳，其名长右，其音如吟，见则郡县大水。”
郭璞《图赞》：“长右四耳，厥状如猴。实为水祥，见则横流。”

## 参看
- 中国妖怪列表